# Roś (dopływ Dniepru)

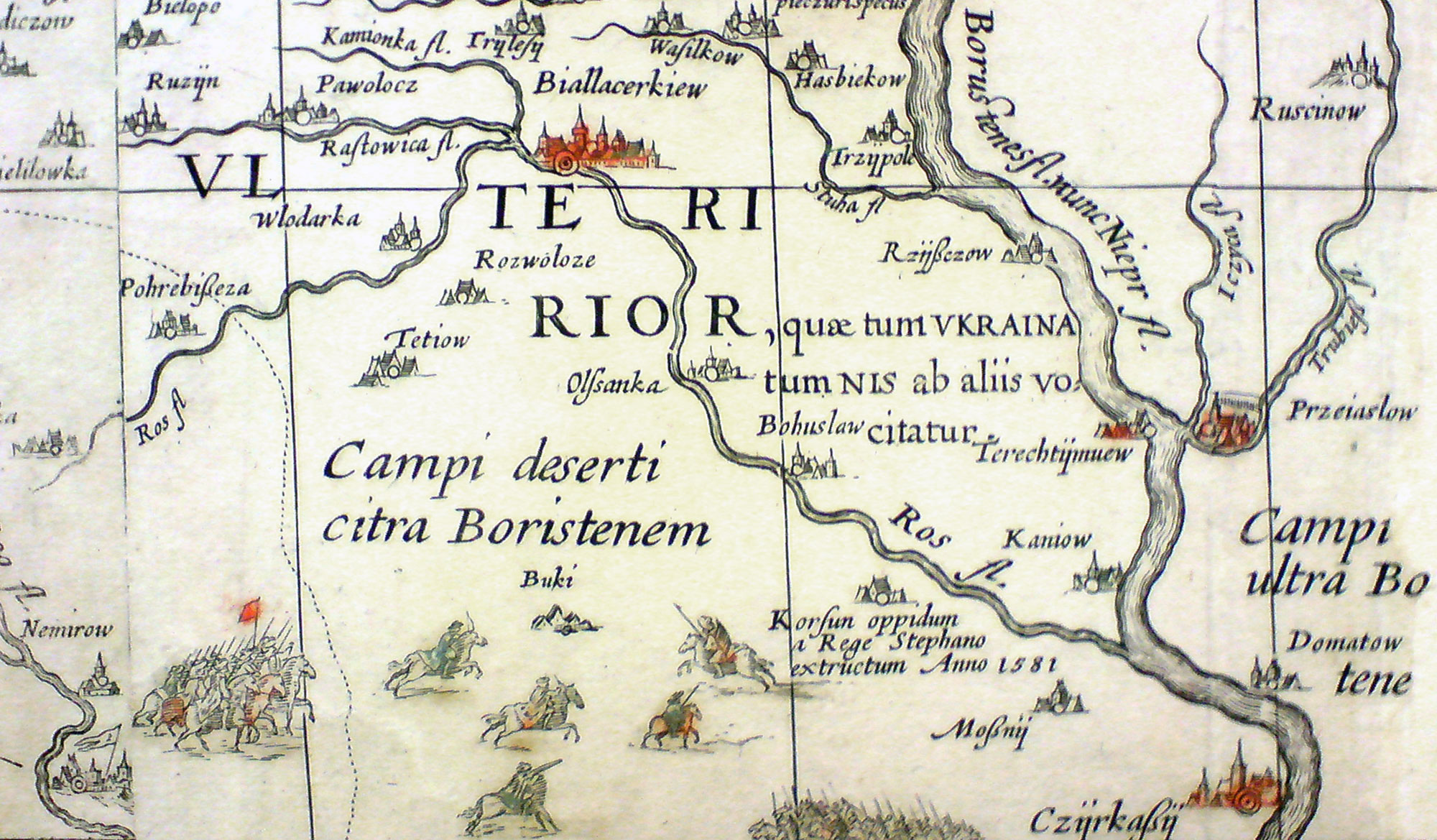
Fragment mapy radziwiłłowskiej z 1613 r. przedstawiająca rzekę Roś

Roś (ukr. Рось, Roś) – rzeka na Ukrainie, prawy dopływ Dniepru.
Płynie przez Wyżynę Naddnieprzańską, długość rzeki – 346 km, powierzchnia dorzecza – 12 575 km².
Największe dopływy to:
- prawe: Rośka
- lewe: Rostawycia, Kamianka, Rosawa

Miejscowości położone nad rzeką Roś: Pohrebyszcze, Wołodarka, Biała Cerkiew, Rokitna, Bohusław, Korsuń Szewczenkowski.